# Víctor Angelescu

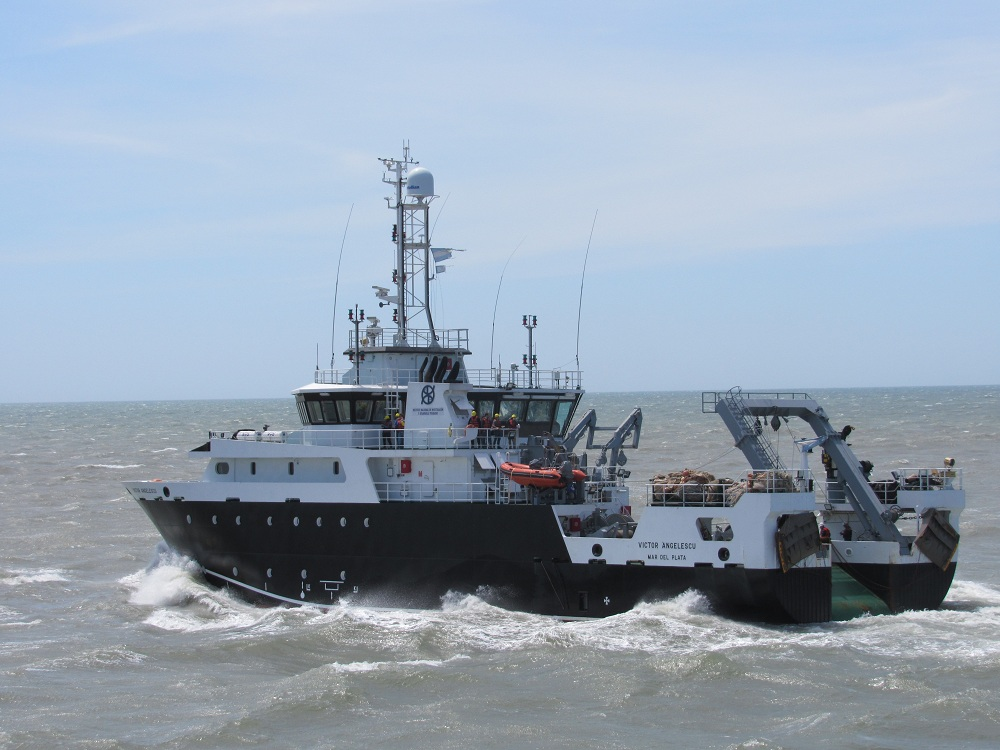

El BIP Víctor Angelescu es un buque de investigación pesquera del Instituto Nacional de Investigación y Desarrollo Pesquero construido por Astilleros Armón Vigo e incorporado en el año 2017.
Partió de Vigo, España el 18 de septiembre de 2017 y llegó a dársena E de Puerto Buenos Aires el 9 de octubre de 2017 con un grupo de científicos y  técnicos a bordo.
El buque comenzó a construirse el 16 de marzo de 2016, mide 52,8 metros de eslora y el equipo de cubierta cuenta con guinches de pesca y guinches para manejo de instrumental científico, equipamiento integrado por ecosondas científicas para la detección de organismos marinos, ecosonda multihaz para mapeo del fondo oceánico, equipo oceanográfico de última generación, circuito de circulación de agua de mar no contaminada, estación meteorológica, ROV, equipamiento para análisis químico de agua de mar, de fito plancton y equipos biológicos.
A través de una consulta interna realizada en el instituto Nacional de Investigación y Desarrollo Pesquero , se eligió el nombre del Dr. Víctor Angelescu, Investigador  y uno de los fundadores de Instituto de Biología Marina que luego pasó a ser el instituto Nacional de Investigación y Desarrollo Pesquero.